# Michael Gaspar
Michael Gaspar (* 31. října 1999 Praha) je český lední hokejista hrající na pozici obránce.

## Život
S hokejem začínal v pražských Letňanech, za něž nastupoval i v mládežnických výběrech. Před sezónou 2014/2015, kdy nastupoval za výběr tohoto klubu do šestnácti let, přestoupil mezi stejně staré hráče Mountfield HK a tomuto klubu zůstal věrný i v dalších letech, když hrál za výběry do osmnácti a posléze do dvaceti let. Mezi muži si prvně zahrál během sezóny 2017/2018, avšak nikoliv za královéhradecký klub, nýbrž za Stadion Litoměřice, kam byl zapůjčen. V litoměřickém celku strávil na hostování i celý ročník 2018/2019, v jehož průběhu se dostal do nominace národního výběru pro mistrovství světa juniorů, na němž si rovněž zahrál, ale během posledního utkání základní skupiny proti Dánsku se zranil. Po konci sezóny se vrátil zpět do Hradce Králové, za nějž následující ročník (2019/2020) i zahájil. V jeho průběhu se ale opětovně do Litoměřic vrátil. Pro ročník 2020/2021 sice znovu patřil do výběru královéhradeckého mužstva, ale ještě před sezónou odešel na měsíční hostování do pražské Slavie. Po následující tři ročníky (2021/2022 až 2023/2024) patřil vždy do kádru královéhradeckého celku, nicméně pravidelně formou střídavých startů působil i v kolínském mužstvu. Pro sezónu 2024/2025 přestoupil do Slavie Praha.